# Bergtatt – Et eeventyr i 5 capitler
A Bergtatt – Et eeventyr i 5 capitler az első stúdióalbuma a norvég Ulver zenekarnak. Ezen a lemezen egyszerre vannak jelen a black metal elemek és az akusztikus "utazások", az agresszív black metalos ének és gregorián-szerű dallamok. Ami a lemezt igazán kiemelkedővé teszi, az a különleges hangulata. A legtöbb értékelés ezt az érdemét hangsúlyozza a kiadványnak.

## Számlista
1. "Capitel I: I Troldskog faren vild" – 07:51
2. "Capitel II: Soelen gaaer bag Aase need"  – 6:34
3. "Capitel III: Graablick blev hun vaer"  – 7:45
4. "Capitel IV: Een Stemme locker"  – 4:01
5. "Capitel V: Bergtatt - Ind i Fjeldkamrene"  – 8:06

## Zenészek
- Garm - ének, szövegek
- Håvard Jørgensen - gitár
- Aismal - gitár
- AiwarikiaR - dob
- Skoll - basszusgitár
- Sverd - zongora
- Lill Kathrine Stensrud - ének, fuvola
- Kristian Romsøe - producer
- Craig Morris - keverés